# Świerszczany
Świerszczany – dawna wieś. Tereny, na których leżała, znajdują się obecnie na Białorusi, w obwodzie witebskim, w rejonie miorskim, w sielsowiecie Turkowo.

## Historia
W czasach zaborów w powiecie dzisieńskim, w guberni wileńskiej Imperium Rosyjskiego.
W latach 1921–1945 wieś leżała w Polsce, w województwie wileńskim, w powiecie dziśnieńskim, w gminie Mikołajów.
Według Powszechnego Spisu Ludności z 1921 roku zamieszkiwało tu 48 osób, 2 były wyznania rzymskokatolickiego a 46 prawosławnego. Jednocześnie wszyscy mieszkańcy  zadeklarowali polską przynależność narodową. Było tu 8 budynków mieszkalnych. W 1931 w 10 domach zamieszkiwały 53 osoby.
Wierni należeli do parafii prawosławnej w Hryhołowiczach i rzymskokatolickiej w Dziśnie. Miejscowość podlegała pod Sąd Grodzki w Dziśnie i Okręgowy w Wilnie; właściwy urząd pocztowy mieścił się w Mikołajowie.